# Freiheits- und Einheitsdenkmal
Das Freiheits- und Einheitsdenkmal ist ein im Bau befindliches Denkmal auf der Schloßfreiheit in Berlin für die friedliche Revolution und deutsche Wiedervereinigung 1989/1990, dessen Errichtung der Bundestag am 9. November 2007 beschloss.
Der in einem Wettbewerb 2011 gekürte Entwurf Bürger in Bewegung des Stuttgarter Büros Milla und Partner ist eine begehbare Schale, die sich durch Interaktion der Besucher langsam nach beiden Seiten neigen kann. Die auch Einheitswippe genannte Konstruktion an der Stelle des von der DDR-Führung abgerissenen Kaiser-Wilhelm-Nationaldenkmals war hinsichtlich Standort, Symbolik, Architektur, Denkmal- und Naturschutz umstritten.

## Initiative und Bundestagsbeschluss
Die Initiative für das geplante Denkmal ging von einer kleinen Gruppe aus Politikern, Stadtplanern und Journalisten aus. Kurz nachdem der zweite Wettbewerb zum Berliner Denkmal für die ermordeten Juden Europas abgeschlossen war, starteten am 13. Mai 1998 Florian Mausbach, Günter Nooke, Jürgen Engert und Lothar de Maizière die Initiative Denkmal Deutsche Einheit, indem sie an die Bundestagspräsidentin Rita Süssmuth, den Bundeskanzler Helmut Kohl, den Bundesratsvorsitzenden Gerhard Schröder und den Regierenden Bürgermeister Eberhard Diepgen einen Brief schrieben. Ein Bürgerdenkmal an einem zentralen Ort in Berlin solle den Mut der einzelnen Menschen würdigen, sich dem Staatsapparat entgegenzustellen, indem es „die befreiende Freude zum Ausdruck bringt, die der Mauerfall ausgelöst hat – ein Denkmal des historischen Glücks und der Freudentränen“. Sie starteten zugleich eine Unterschriftenaktion, in der sie Prominente und Verbandsvertreter gewinnen konnten. Als Ort schlugen sie den Sockel des Nationaldenkmals vor, da er zwischen dem Kronprinzenpalais – in dem der Einigungsvertrag unterzeichnet wurde – und dem Tagungsort der Volkskammer im Palast der Republik – die dort den Beitritt der DDR zur Bundesrepublik erklärte – liegt und Durchzugsort des größten Demonstrationszuges der friedlichen Revolution am 4. November 1989 war.
Im April 2000 brachte ein überparteilicher Antrag ostdeutscher Abgeordneter das Anliegen erstmals in den Bundestag, der Kulturausschuss lehnte ihn ab. Im Jahr 2005 nahm die Deutsche Gesellschaft das Projekt wieder auf und begann am 9. November 2006 unter anderem mit Hearings Entscheidungsträger und Multiplikatoren anzusprechen und das Thema breit in die Medien zu bringen. Die Bundesstiftung Aufarbeitung veranstaltete 2007 einen ersten studentischen Wettbewerb für eine künstlerische Umsetzung des Denkmals. Am 9. November 2007 beschloss der Bundestag, das Denkmal errichten zu lassen. Die Bundesregierung wurde aufgefordert, es in Zusammenarbeit mit der Deutschen Gesellschaft zu konzipieren. Für ihr Engagement erhielten die Initiatoren von 1998 und die Deutsche Gesellschaft am 18. März 2008 den Deutschen Nationalpreis. Nach monatelangen Beratungen über die Standortfrage (Pariser Platz, Leipziger Platz, Alexanderplatz, Platz der Republik, Platz des 18. März, Lustgartenseite des Berliner Schlosses) setzte sich der Ursprungsvorschlag an der Schlossfreiheit gerade in seiner historischen Dialektik als ursprünglich obrigkeitliches Symbol durch; das Projekt wurde im Juni 2008 in die Gedenkstättenkonzeption des Bundes aufgenommen.

## Wettbewerbe und Planungen

### Erster Wettbewerb
Anfang 2009 lobte die Bundesregierung zur Gestaltung des Denkmals einen offenen, zweistufiger Wettbewerb aus. Aus den anonym eingereichten Arbeiten sollte ein Preisgericht 20 Teilnehmer zur Teilnahme an der zweiten Stufe auswählen. Bis dahin gingen 532 Arbeiten aus dem In- und Ausland ein, unter anderem von Jonathan Borofsky, Gottfried Böhm, Axel Schultes, Rob Krier, Waldemar Otto und Graft Gesellschaft von Architekten. Eine 19-köpfige Jury traf sich am 27. April 2009 zu einer Preisgerichtssitzung, in der keine Arbeit die von der Jury gewünschte absolute Mehrheit erhielt, worauf sie den Wettbewerb abbrach.
In der Presse waren danach Äußerungen von Jurymitgliedern zu vernehmen, „ein Viertel der Entwürfe“ sei „kompletter Schrott“; die „Naivität vieler Entwürfe“ sei „verheerend“ und „beschämend“. Vertreter von Medien, Kammern und Verbänden sowie Jurymitglieder sahen unter den eingereichten Arbeiten durchaus hervorragende, ausarbeitungswürdige Vorschläge. Thomas Brussig, Mitglied der Jury, wies die Verantwortung für das Scheitern der Jury selbst zu. Diese habe sich mit etwa 30 Sekunden pro Arbeit zu wenig Zeit genommen. Andere Kritiker waren der Ansicht, der vom Wettbewerbsrecht nicht vorgeschriebene Beschluss, in der ersten Runde Arbeiten nur mit absoluter Mehrheit für die zweite Runde zuzulassen, hätten zusammen mit der Größe der Jury zum Scheitern geführt. Die Teilnehmer waren vom Wettbewerbsabbruch und der über sie hereinbrechenden Häme enttäuscht und drängten auf eine erneute Prüfung der Qualität ihrer Arbeiten.

### Zweiter Wettbewerb
Der Bundestagsausschuss für Kultur und Medien beschloss am 1. Juli 2009 die Durchführung eines zweiten Wettbewerbs. Ein Gremium sollte neben einigen Arbeiten des ersten Wettbewerbs ungefähr zehn Architekten und Künstler für eine zweite Wettbewerbsstufe auswählen. Im neuen Wettbewerb sollte auf das ursprünglich geplante Informationszentrum verzichtet und der Inhalt auf die Ereignisse der friedlichen Revolution 1989 reduziert werden.
Das neue Verfahren bestand aus einer internationalen offenen Bewerberrunde, gefolgt von einem beschränkten Wettbewerb. Zum offenen Bewerberverfahren wurden 386 Entwürfe eingereicht. Ein unabhängiges Expertengremium wählte daraus die Teilnehmer für den anschließenden beschränkten Wettbewerb aus. 28 Künstler hatten sich an ihm beteiligt. Am 3. Oktober 2010 präsentierte Kulturstaatsminister Bernd Neumann in Berlin die Ergebnisse: es wurden drei gleichrangige Preise sowie zwei Anerkennungen vergeben. Die drei gleichrangigen Preise gingen an Stephan Balkenhol, Andreas Meck sowie Milla und Partner in Zusammenarbeit mit Sasha Waltz. Die beiden Anerkennungen erhielten Xavier Veilhan in Zusammenarbeit mit BP architectures, Paris und realities:united (Jan und Tim Edler in Arbeitsgemeinschaft mit Bjarke Ingels Group, Kopenhagen). Vom 4. bis 31. Oktober 2010 wurden alle 28 Wettbewerbsbeiträge im Martin-Gropius-Bau bei freiem Eintritt ausgestellt.
Das Preisgericht empfahl, die drei preisgekrönten Beiträge überarbeiten zu lassen. Am 13. April 2011 gab die Jury bekannt, sich nach den Überarbeitungen für den Entwurf des Büros Milla und Partner und der Choreografin Sasha Waltz entschieden zu haben.

### Siegerentwurf
Der Entwurf Bürger in Bewegung des Milla-Partners Sebastian Letz ist eine begehbare Schale von 50 m Länge, 700 m² begehbarer Fläche und 150 Tonnen Gesamtgewicht. An ihrer breitesten Stelle ist die Schale 2,5 m tief; sie verschmälert sich zu den Enden, die sanft nach oben geneigt sind. Die Schale sollte auf den weitgehend erhaltenen Sockel des früheren Nationaldenkmals aufgesetzt werden. Kern der Konstruktion ist ein Raumtragwerk aus Stahl. Auf der Oberseite der Schale, deren Oberfläche wegen der Rutschfestigkeit aus gebundenem Edelsplitt besteht, finden sich die Losungen der Montagsdemonstranten aus der Zeit des Mauerfalls „Wir sind das Volk. Wir sind ein Volk.“ Auf der vergoldeten Unterseite, die mit Leichtmetallpaneelen bedeckt wird, sind Bilder aus der Wendezeit angebracht. Die Unterseite wird nachts von unten angeleuchtet; mittels Stahlnetzen, die sich den Bewegungen der Schale anpassen, sollen Besucher von den mechanischen Vorgängen an der Unterseite abgeschirmt werden.
Das Objekt geht über die traditionelle Denkmalbetrachtung hinaus; die Planer sprechen von einer sozialen Plastik: Es ist als begehbares kinetisches Objekt konzipiert, dessen Erscheinungsbild die Besucher mitgestalten und das sie sich dadurch aktiv aneignen. Sie müssen sich verständigen und zu gemeinsamem Handeln entschließen, um etwas zu bewegen: Erst wenn sich auf einer Schalenhälfte mindestens zwanzig Personen mehr zusammenfinden als auf der anderen, beginnt sich die Schale langsam und sanft zu neigen. Allerdings müssen es mindestens 3,5 Tonnen sein. Die maximale Auslenkung der Schale von einem Meter Höhenunterschied wird durch 50 Menschen mehr an einem Ende erreicht, bis zu 1400 Menschen finden auf der Schale Platz. Unter der Schale sorgen vier hydraulische Stempel für eine Bremsung der Bewegung. Das Denkmal enthält keine Sensorik oder Steuerungstechnik, aber eine Bodenheizung für Außentemperaturen unter fünf Grad Celsius. Die tischartige Konstruktion, auf der die Schale ruht, ist 50 m × 18 m breit und stützt sich auf sieben Tiefbohrpfähle von 1,5 m Durchmesser, die durch den historischen Denkmalsockel 40 m tief in den Untergrund reichen.
Der Entwurf bezieht sich laut Johannes Milla insofern auf das vorher an dieser Stelle stehende Nationaldenkmal, als die Besucher auf der Höhe die Schale betreten, in der sich beim früheren Nationaldenkmal Wilhelm I. auf der Reiterstatue befand. Zudem nimmt die Kontur der Schale den historischen Sockel auf, löst sich aber von ihm. Wegen der Nähe zum Deutschen Historischen Museum im Zeughaus auf der gegenüberliegenden Seite des Spreekanals soll auf ausführliche Hinweistafeln verzichtet werden. Neben einer Informationstafel ist ein Internetauftritt des Denkmals geplant. Eine Bewachung des Denkmals ist nicht vorgesehen.

### Nicht realisierte Alternativvorschläge
Der Berliner Landeskonservator Jörg Haspel schlug im August 2017 vor, den Denkmalsockel und dessen erhalten gebliebene Bodenmosaike zu bewahren, was auch regelmäßig Demonstranten des Vereins Berliner Historische Mitte fordern. Der Verein brachte als alternativen Standort zunächst den Raum zwischen Bundeskanzleramt und Paul-Löbe-Haus im Band des Bundes ein, an dem ursprünglich das Bürgerforum vorgesehen war. Im Sommer 2018 sprachen sich die Bundestagsabgeordneten Hartmut Ebbing (FDP) und Eva Högl (SPD) sowie Annette Ahme, die Vorsitzende des Vereins, dafür aus, das Denkmal auf dem Platz der Republik vor dem Reichstagsgebäude zu errichten. Im Juli 2018 riefen Kultur- und Medienschaffende den Bundestag in einem offenen Brief dazu auf, das Denkmal im Umfeld des Reichstagsgebäudes zu errichten. Der Standort vor dem Stadtschloss stelle „den kosmopolitischen Inhalt und Anspruch des Humboldt-Forums existentiell in Frage.“ Zu den Unterzeichnern zählen Christian Thielemann, Lea Rosh, Goerd Peschken, Wilhelm Wieben, Dagmar Berghoff, Hans Wall und Berliner Landespolitiker. Der Denkmalsplaner Johannes Milla bezeichnete es als „historischen Unsinn“, das Denkmal im Westen Berlins zu errichten, da gerade die Bürger der DDR, die sich gegen das SED-Regime auflehnten, damit geehrt werden sollten. Günter Nooke wies darauf hin, dass die Errichtung an einem anderen Ort das Urheberrecht der Künstler verletze.
Der Kunsthistoriker Peter Stephan schlug im März 2018 vor, anstelle der Einheitswippe die historische Kolonnade des Architekten Gustav Halmhuber als bauliches Bindeglied zwischen Schloss und Museumsinsel zu rekonstruieren und als Freiheitsdenkmal für die demokratischen Revolutionen von 1848 und 1989 zu widmen. Den Wiederaufbau der Kolonnaden unterstützte wie schon der Haushaltsausschuss 2016 auch die AfD-Fraktion im Deutschen Bundestag 2018. Deren damaliger kulturpolitischer Sprecher Marc Jongen forderte eine Neuausschreibung der Denkmalplanung für einen anderen Standort.
Der Historiker Martin Sabrow sprach sich im April 2018 gegen ein eigens errichtetes Einheitsdenkmal aus, da als Erinnerungsort das Brandenburger Tor bereitstehe, das wie kein anderer Ort von der gnadenlosen Wucht der Teilung und deren „fröhlich-friedlicher Überwindung“ zeuge.

## Baubeginn Mai 2020

### Bauvorbereitungen und Widerstände
Das Büro Milla und Partner entwickelte den Entwurf bis zur Baureife Ende 2013 weiter; im Oktober 2015 erhielt es die Baugenehmigung. Die Baukosten sind mit etwa 17 Millionen Euro als Festpreis vertraglich vereinbart, hinzu kommen jährliche Betriebs- und Unterhaltungskosten von etwa 200.000 Euro (unter anderem für die Bodenheizung).
Im April 2016 beschloss der Haushaltsausschuss des Bundestages in nicht-öffentlicher Sitzung, die Planungen für den Bau zu stoppen. Begründet wurde das mit gestiegenen Kosten durch die Umsiedlung von Fledermäusen und die Auflagen des Denkmalschutzes für das historische Gewölbe im Sockel. Wolfgang Thierse mahnte, es dürfe nicht sein, dass ein Ausschuss eine so wichtige Entscheidung des Parlamentes beiläufig ändere. Im Ältestenrat forderte Bundestagspräsident Norbert Lammert (CDU) am 29. September 2016 die Bundestagsfraktionen auf, sich Gedanken über das weitere Vorgehen zu machen. Der Beschluss eines Ausschusses könne einen Plenarbeschluss nicht ersetzen oder aufheben.

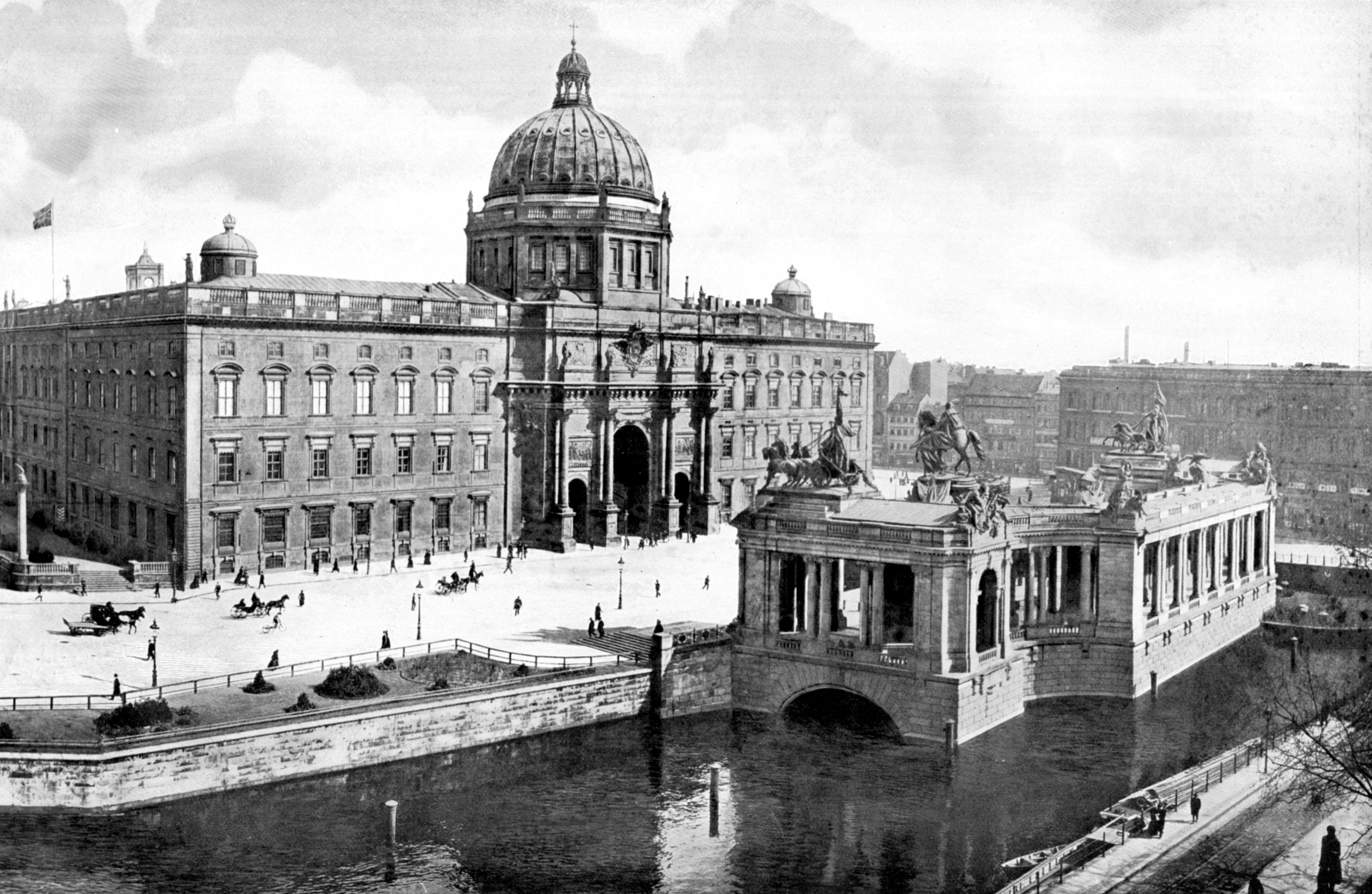
Berliner Schloss und Nationaldenkmal, 1900

Der Haushaltsausschuss stellte im November 2016 18,5 Millionen Euro bereit, allerdings nicht für das Denkmal, sondern für den Wiederaufbau der Kolonnaden des Kaiser-Wilhelm-Nationaldenkmals. Ein von Thierse und früheren DDR-Bürgerrechtlern unterzeichneter offener Brief an den Haushalts- und den Kultur- und Medienausschuss kritisierte das; die „plötzliche, weitgehend undiskutierte Umwidmung“ ignoriere die „Bedeutung des Denkmal-Vorhabens“ und die Beschlusslage des Bundestages. Auf den Platz gehöre nicht die Glorifizierung des Kaiserreiches, sondern ein Freiheitsdenkmal, das Deutschlands Wandel hin zur Demokratie zeige. Der Kulturausschuss reagierte mit einem Fachgespräch am 25. Januar 2017, bei dem sich Experten und Vertreter der Zivilgesellschaft mehrheitlich für den Siegerentwurf und den Standort aussprachen.
Am 14. Februar 2017 gaben die Regierungsfraktionen (CDU/CSU und SPD) bekannt, die Errichtung des Denkmals nun doch zu veranlassen. Zwei Tage zuvor hatte Bundestagspräsident Norbert Lammert (CDU) in seiner Rede zur Wahl des Bundespräsidenten gefordert, das Denkmal müsse endlich verwirklicht werden. Am Abend des 1. Juni 2017 beschloss das Plenum mit den Stimmen der Regierungsfraktionen zusammen mit den Grünen und gegen die Stimmen der Linksfraktion den Bau des Denkmals vor dem Schlossnachbau nach dem Entwurf von Milla und Partner. Er sollte ursprünglich noch vor der Bundestagswahl 2017 begonnen und zum 30. Jahrestag des Falls der Berliner Mauer am 9. November 2019 eingeweiht werden. Im Koalitionsvertrag vom Februar 2018 bekräftigten CDU/CSU und SPD ihren Willen zum Bau des Denkmals.
Die Planung verzögerte sich durch unklare Grundstücks- und Finanzierungsfragen. Im April 2018 kündigte das Land Berlin an, das Baugrundstück für einen Symbolpreis an den Bund zu verkaufen, was die baupolitische Sprecherin der SPD-Fraktion Iris Spranger kritisierte, da das Abgeordnetenhaus bei einem Verkaufspreis von unter drei Millionen Euro nicht zustimmen muss. Am Parlament vorbei habe der Senat ein „exklusives Grundstück“ verschenkt. Das Grundstück wurde am 22. August 2018 dem Bund übertragen. Grütters erklärte, alle Bauvoraussetzungen seien erfüllt; neben der Grundstücksübertragung sei die geplante Behindertenrampe verlängert, das Architekturbüro Milla und Partner als Bauherr gewonnen, die Fledermäuse wurden in den Plänterwald umgesiedelt. Ein Gutachten des Berliner Denkmalamts sprach sich im September 2018 gegen die Verlängerung der Baugenehmigung aus, weil beim Bau sieben 40 m lange Betonpfähle zur Sicherung des Baugrundes durch den erhaltenen Sockel in den sumpfigen Untergrund getrieben und die restaurierten Mosaiken des früheren Nationaldenkmals nicht wieder dort angebracht werden sollen. Dennoch wurde Ende September 2018 die Baugenehmigung bis Oktober 2019 verlängert. Am 27. September 2018 gab der Haushaltsausschuss die Mittel für den Bau des Denkmals frei, was Politiker der Regierungsfraktionen begrüßten, Politiker der FDP und der Linkspartei und der Verein Berliner Historische Mitte aber kritisierten.

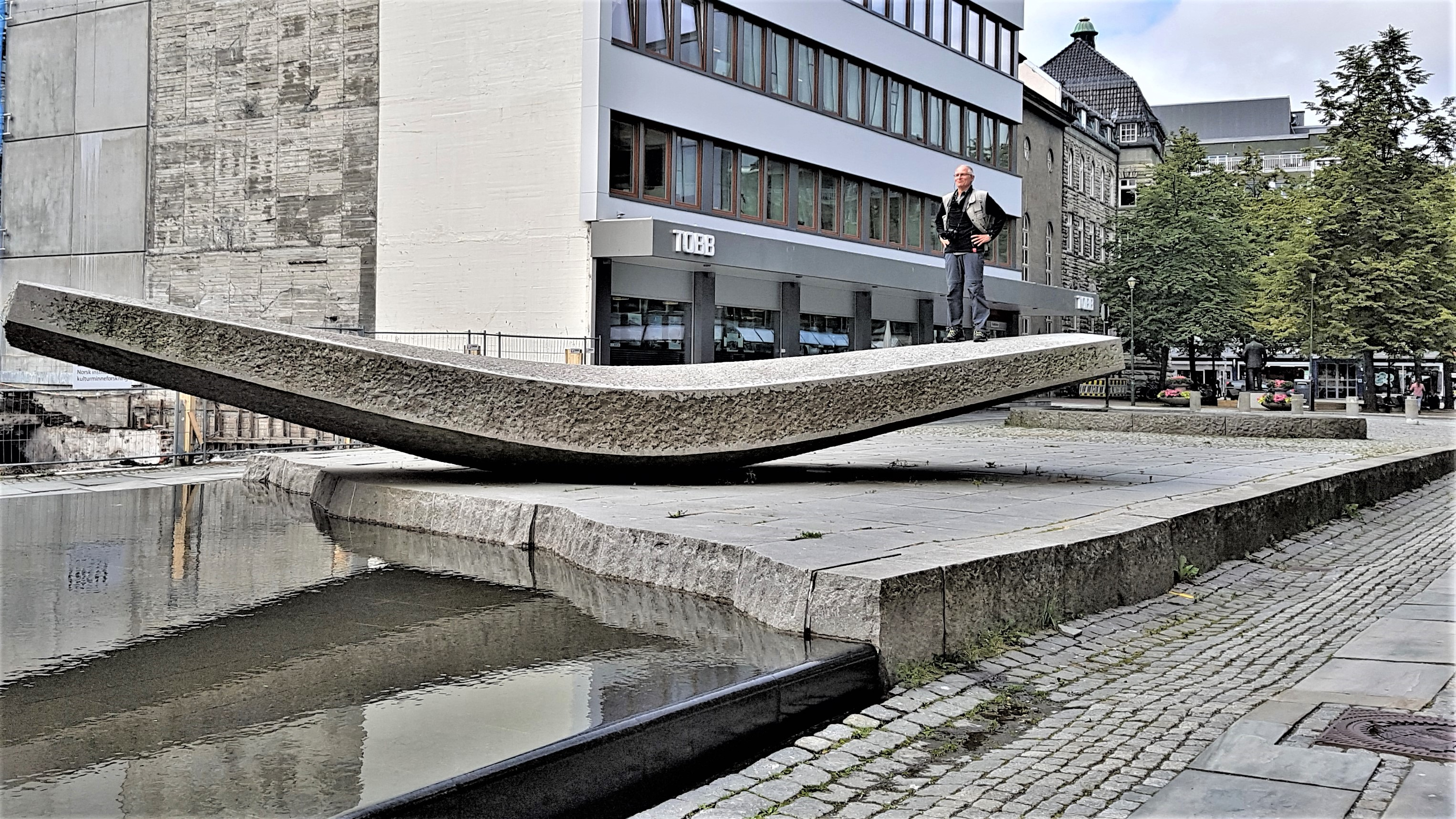
Wippenmotiv in Trondheim

Weil die Baumaßnahmen zum Humboldt Forum und zum U-Bahnhof Museumsinsel Vorrang hatten, verzögerte sich der Baubeginn Anfang 2019, sodass eine Fertigstellung zum 30. Jahrestag der Deutschen Einheit im Oktober 2020, die Grütters angestrebt hatte, unwahrscheinlich wurde. Das planende Büro Milla und Partner ging von mindestens zwei Jahren Bauzeit aus. Im Mai 2019 erhob der Regisseur Christoph Lauenstein den Vorwurf, das Einheitsdenkmal plagiiere die Idee seines 1989 veröffentlichten Kurzfilms Balance, was das Planungsbüro Milla und Partner zurückwies.
Wegen geschützter Fledermäuse, die im unterirdischen Teil des Nationaldenkmals überwinterten, und die umquartiert werden mussten, verzögerte sich der Baustart im Herbst 2019 nun weiter. Die Baugenehmigung wurde um ein Jahr bis Oktober 2020 verlängert. Die Senatsverwaltung für Umwelt, Verkehr und Klimaschutz erteilte eine Ausnahmegenehmigung zum Bau, forderte aber zugleich die Erfüllung strenger Natur- und Artenschutzauflagen, die das Projekt voraussichtlich um mehrere Millionen Euro verteuern. Der Berliner Landesverband des Naturschutzbunds reichte Ende Oktober 2019 Klage mit aufschiebender Wirkung gegen den Ausnahmebescheid ein; Anfang November 2019 hob die Berliner Umweltverwaltung diesen auf. Der Baubeginn erfolgte am 19. Mai 2020.
Weitere zu lösende Probleme waren der Denkmalschutz für den unterirdischen Teil des Denkmalsockels sowie für die unter einer Asphaltdecke erhaltenen wilhelminischen Bodenmosaike. Schließlich erfolgte eine Feinplanung derart, dass eine bauliche Trennung zwischen der Einheitswippe und den Gewölben vorgenommen wurde: Der Sockel der Schale ruht nun auf sieben wuchtigen Bohrpfeilern, die 40 m tief in den Untergrund getrieben wurden. Sie sind mit einer Mergelschicht umgeben und leiten den Druck der Schale direkt in den Boden ab, ohne dass das historische Gewölbe belastet oder gar berührt wird. Zu den Bodenmosaiken wurde ein vorübergehender Abbau beschlossen und vorgenommen, allerdings ist die Wiederverlegung an einem passenden Ort noch unklar.

### Beschreibung der Konstruktion
Ein Metallbaubetrieb im nordrhein-westfälischen Stemwede fertigt die Stahlkonstruktion, die aus einem Tragring und 32 Teilen in Form von Tortenstücken bestehen wird. Diese werden nach Fertigstellung noch in NRW zusammengesetzt und getestet. Danach werden sie nach Berlin zur Endmontage gebracht.
Der Übergang zwischen den historischen Sockeltreppen des Kaiser-Wilhelm-Denkmals und den Belägen für die Denkmalmulde wird unübersehbar sein. Beiderseits der Schale werden Treppen und am Südende eine barrierefreie Rampe errichtet. In der Mitte der Schale ist der Zugang möglich, von wo aus die Besucher nach den Seiten ausschwärmen können. Ein besonders glatter und mikrofaserverstärkter Leichtbeton verhindert eine Tümpelbildung und reduziert durch eine hohe Rutschfestigkeit die Unfallgefahr. Unterhalb der Schale verhindert dann ein engmaschiges Edelstahlnetz ein eventuelles Einklemmen. Anstelle der hier nicht wieder zu verlegenden Boden-Mosaike werden feingliedrige Beläge aus farbigen, witterungsbeständig behandelten, Natursteinen die Bodenfläche unterhalb der Schale bilden.
Im Jahr 2022 war die Auswirkung des neben dem Einheitsdenkmal geplanten Flussbades noch nicht endgültig gelöst, für das ein Fahrstuhl errichtet werden muss. Mit dem Flussbad geplant sind außerdem Fahrradständer, die am Fuß des Sockels installiert werden sollen, die dann jedoch die Sicht auf das Denkmal und auf das Humboldt Forum beeinträchtigen.

### Bauarbeiten

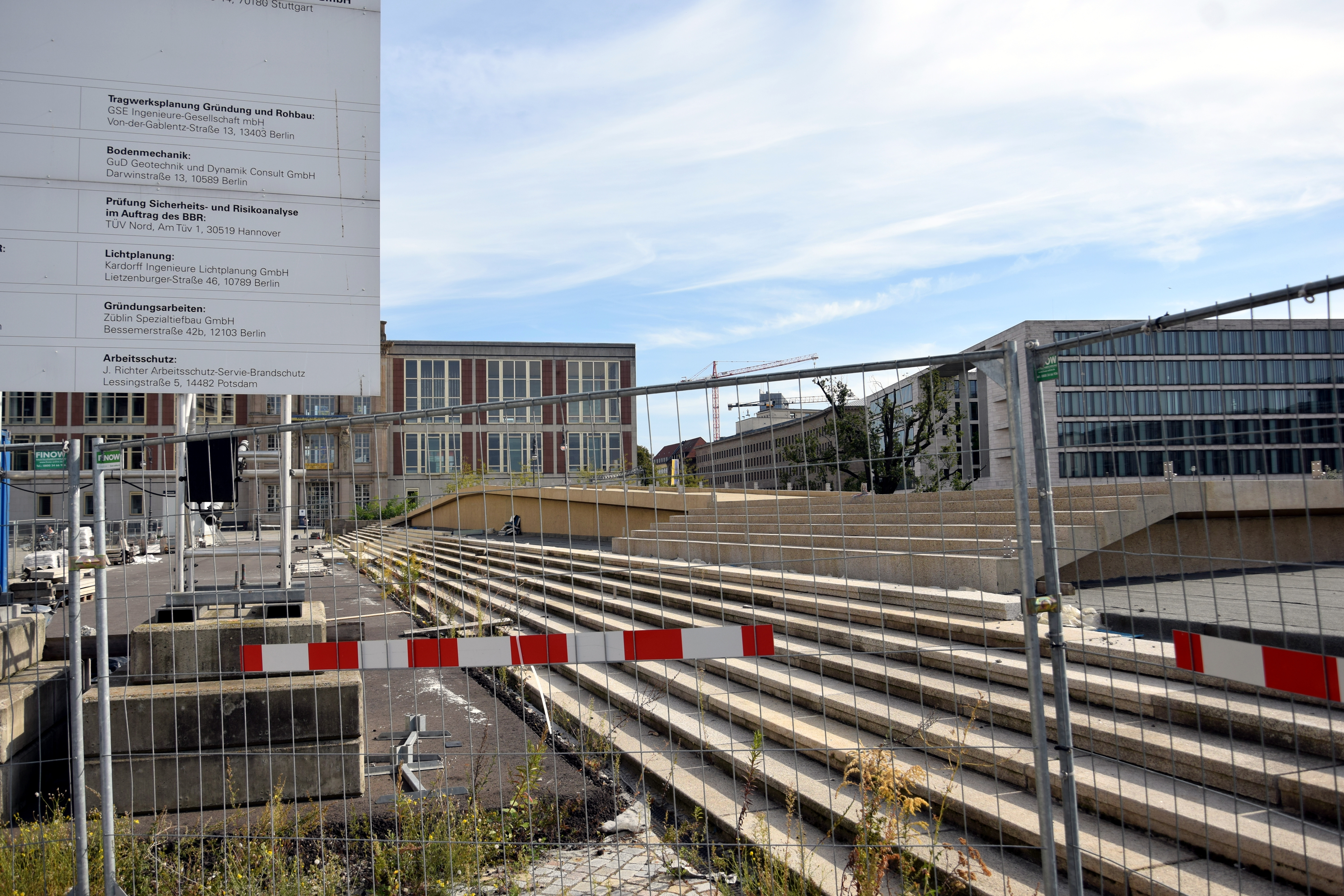
Die Baustelle Anfang September 2024

Im September 2018 wurden die Mittel zum Bau freigegeben, der Baubeginn erfolgte im Mai 2020 durch den symbolischen Spatenstich.
Ende September 2021 waren die Bauarbeiten für den eigenen Wippensockel im Boden vollendet, für den nur ein minimaler Eingriff in das bestehende Gewölbe vorgenommen werden musste. Nun sind Schale samt Unterbau optisch und statisch komplett von den übrigen unterirdischen Bauten getrennt. Sichtfugen markieren die Trennung zwischen Alt und Neu.
Das Bundesamt für Bauwesen und Raumordnung rechnete 2022 mit einer Fertigstellung im nächsten Jahr. Im Oktober 2023 gab es eine noch nicht genehmigte Planung zur Fertigstellung 2024 mit weiteren Kostensteigerungen.
Im März 2024 wurde bekannt, dass die Einheitswippe wegen Insolvenz der Stahlbaufirma und des Generalunternehmers nicht wie geplant in diesem Jahr fertiggestellt werden kann. Erforderlich ist eine Neuausschreibung des Auftrags, wodurch die Einweihung sich wohl auf nach 2026 verschiebt. Zudem soll eine Wirtschaftsprüfung durchgeführt werden, weil bis Ende 2024 bereits 17 Millionen Euro ausgegeben wurden.

## Rezeption
Die inhaltliche Konzeption des Denkmals hatte bereits vor Abschluss des Realisierungswettbewerbs zahlreiche Kritiker auf den Plan gebracht. Einige halten die Verquickung der Begriffe Freiheit und Einheit für problematisch, da die Reformkräfte vom Herbst 1989 keinesfalls einmütig die Forderung nach einer Vereinigung der beiden deutschen Staaten unterstützt hätten. Daher haben sich Politiker der Linkspartei gegen den Entwurf gewandt. Zweifel an der Inschrift „Wir sind das Volk“ kamen ab 2014 auch im Zuge verstärkter nationalistischer Strömungen wie Pegida, die diesen Slogan verwendete, auf. Der Kunsthistoriker Martin Schönfeld sieht die – CDU-dominierten – Denkmal-Initiatoren in einer gewollten Konkurrenz zum „negativen Gedächtnis“, das die Erinnerungskultur der Bundesrepublik seit den 1980er Jahren geprägt habe, der sie ein positives Identifikationsangebot gegenüberstellten und dabei zugleich den traditionellen Denkmalsbegriff des Monuments mit Sockel restaurierten. Schönfeld sieht das als Ausdruck einer „neokonservativen Umgestaltung“ Berlins zur „normalen Hauptstadt“ mit nationalen Repräsentationsorten. Dagegen hält die SPD-Bundestagsabgeordnete Hiltrud Lotze die Umwidmung des Ortes durch das Denkmal für „bestechend“, da der Schlossvorplatz mit seinen Bezügen zur Märzrevolution 1848 über die Novemberrevolution 1918 bis zur friedlichen Revolution in der DDR 1989 mit Demonstrationen vor dem Palast der Republik deutsche Demokratiegeschichte geschrieben habe. Der Journalist Hajo Schumacher kritisierte den „Protest aus reiner Veränderungspanik“; das Denkmal in seiner kontroversen, neuen Form zu bauen, sei „ein kraftvolles Zeichen für Aufbruch, für Neues, für Ungewisses und, ja, auch für eine Portion Irrsinn“. Der DDR-Historiker Stefan Wolle vermutete, das einmal gebaute Denkmal würde sich als populär erweisen, was schon die verbreitete Bezeichnung als Einheitswippe nahelege.
Der Siegerentwurf der beweglichen Schale traf in den Feuilletons, aber auch in der Bevölkerung vielfach auf Ablehnung. Die Kunsthistorikerin Gabi Dolff-Bonekämper sah als Vorkämpfer des Denkmals ältere ostdeutsche Politiker, die ebenso wie die Gegner durch die Debatte „in ihrem Innersten, in ihrem Verhältnis zur Geschichte, zur Stadt, zum Staat und zu sich selbst“ betroffen seien. Die Schale, „vielleicht ein bisschen zu locker und albern“, biete „nichts über die bloße Bewegungserfahrung Hinausweisendes“, was „als programmatischer Pathosverzicht verstanden, beinahe schon wieder sympathisch“ sei. Durch die entkontextualisierte Inschrift werde allerdings unklar, wen das Denkmal eigentlich ehre – möglicherweise partikular allein die Ostdeutschen. Jens Bisky kritisierte den „Demokratiespielplatz“; wer die reale Teilungs- und Einigungserfahrung gemacht habe, lasse sich ungern „von Politkitsch verschaukeln oder verwippen“. Ulf Poschardt bezeichnete den Entwurf als „eine Art konkretistische Symbolbeugung, der keine Metapher zu schlicht erscheint“. Die Banalisierung des Umsturzes als eine Art Kippen durch einen spielerischen Herdentrieb erinnere an den „Kunsthandwerksparcours von Kirchentagen“. Rainer Haubrich sprach von einer „volkspädagogischen Rummelattraktion“ und erwähnte die Spottnamen „Obstschale“ und „Bundesbanane“. Andreas Kilb sah in dem Entwurf eine Reminiszenz an die alte Bundesrepublik in der übersichtlichen Weltordnung des Kalten Krieges, die von den aktuellen Bedrohungen des internationalen Terrorismus und der nationalen Abschottung nichts wisse; die Schale stehe für „das freie Fluten der Individuen“, die sich nach Lust und Laune zu Kollektiven verbänden. Die Abstimmung des Bundestages im Juni 2017 nach Fraktionszwang konterkariere allerdings die Freiheitsidee. Der Historiker Martin Sabrow lehnte das Denkmal „mit seinem Wir-Motto, mit seiner Huldigung des alles entscheidenden Mehrheitsprinzips und mit seinem kontaminierten Standort“ ab, weil es eine „fatale“ politisch-kulturelle Sichtachse schaffe.
Laut einer im Mai 2017 veröffentlichten repräsentativen Umfrage von Infratest dimap antworteten auf die Frage, wie ihnen der Siegerentwurf gefalle, 29 % der Berliner mit sehr gut oder gut, 49 % gefiel die begehbare Schale auf dem Schlossplatz dagegen weniger gut oder gar nicht, während Zustimmung und Ablehnung unter allen Bundesbürgern je 33 % ausmachten. 16 % der befragten Deutschen befürworteten die Einheitswippe, 43 % dagegen die Wiedererrichtung der Kolonnaden des Kaiser-Wilhelm-Denkmals, das früher an dieser Stelle gestanden hatte (Berliner: 18 zu 58 %).
Für das geplante Leipziger Einheitsdenkmal, dessen Realisierung vollkommen unklar ist, sprachen sich im Jahr 2018 in einer repräsentativen Umfrage fast 80 % der Leipziger und 70 % der Bundesbürger aus. Auch Wilhelm von Boddiens Förderverein Berliner Schloss und die Gesellschaft Historisches Berlin haben sich gegen den Berliner Entwurf ausgesprochen. Im Oktober 2017 sprachen sich zudem Vertreter der Berliner Akademie der Künste und Kultursenator Klaus Lederer (Die Linke) gegen den Entwurf Bürger in Bewegung aus und appellierten an den neu gewählten 19. Deutschen Bundestag, die Entscheidung zu revidieren. Die Stadtverwaltung hat im Spätsommer 2021 beschlossen, einen neuen Anlauf für ein eigenes Denkmal zu nehmen.
Der Tagesspiegel sprach 2018 von einem „beispiellosen Hin und Her“ in der Denkmalplanung. So zweifelte Kulturstaatsministerin Grütters daran, ob die Deutschen „auch mit Blick auf im positiven Sinne identitätsstiftende Erinnerungen denkmalfähig“ seien; der Architekturkritiker Niklas Maak hielt die deutsche Gesellschaft sogar für unfähig, wichtiger Ereignisse angemessen zu gedenken – die Einheitswippe sei als nichtgegenständliche Metapher „das schiefste Bild aller Zeiten“. Maak wies auch darauf hin, dass es mit dem Brandenburger Tor bereits ein Einheitsdenkmal gebe. Die Wippe führe in Verbindung mit dem Schloss zu einer „veritablen Symbolgrütze“.